# 656. pehotni polk (Wehrmacht)
Za druge 656. polke glejte 656. polk.
656. pehotni polk (izvirno nemško Infanterie-Regiment 656) je bil eden izmed pehotnih polkov v sestavi redne nemške kopenske vojske med drugo svetovno vojno.

## Zgodovina
Polk je bil ustanovljen 19. marca 1940 kot polk 9. vala kot Landesschützen-Regiment Oberost ter dodeljen 386. pehotni diviziji.
9. julija 1940 je bila 16. četa izvzeta iz sestave polka in dodeljena 242. poljskorekrutnem pehotnemu polku; nato pa je bil 15. avgusta istega leta polk razpuščen in osebje dodeljeno Heimatwachu.